# Územní jednotka
Územní jednotka je právní pojem označující celek nějakého území, který má něco společného.
Může ale nemusí mít právní subjektivitu. Územní jednotka suverénních zemí je stanovena zákonem.

## Územní jednotky v Česku
Většina územních jednotek byla stanovena zákon č. 36/1960 Sb., o územním členění státu, ve znění pozdějších předpisů. Tento zákon byl ode dne 1. ledna 2021 nahrazen novým zákonem o územně správním členěním státu. 
V ČR existují tyto územní jednotky:
1. osada
2. městská část/obvod
3. obec – základní územní samosprávný celek
4. vojenský újezd
5. okres
6. samosprávný kraj – vyšší územní samosprávný celek (VÚSC)[1]
7. územní kraje[2][3]
8. region soudržnosti
9. stát

Na rozdíl od správního obvodu, který je pouhou hranicí územní působnosti správního úřadu, je územní jednotka celkem, např. několika obcí. Malé okresy tedy územní jednotkou nejsou, nýbrž se jedná o pouhé správní obvody městských úřadů s rozšířenou působností.

## Územní jednotky v jiných zemích
- spolkový stát (Spojené státy americké, Mexiko)
- spolková země (Německo)
- spolková země (Rakousko)
- provincie (např. Afghánistán)
- teritorium (Kanada)
- republika, oblast, kraj, autonomní oblast, autonomní okruh, federální okruh, ekonomický rajón (Rusko)